# Список поштових кодів Іспанії

Логотип Correos — державної іспанської поштової служби.

Поштові коди було введено і стандартизовано в Іспанії 1985 року, коли Correos (національна поштова служба Іспанії) почала автоматизовати сортування пошти. Перші дві цифри (від 01 до 52) з поштового індексу відповідають кожній з п'ятдесяти провінцій Іспанії (як перераховані в алфавітному порядку з деякими винятками), плюс два автономних міста на африканському узбережжі.

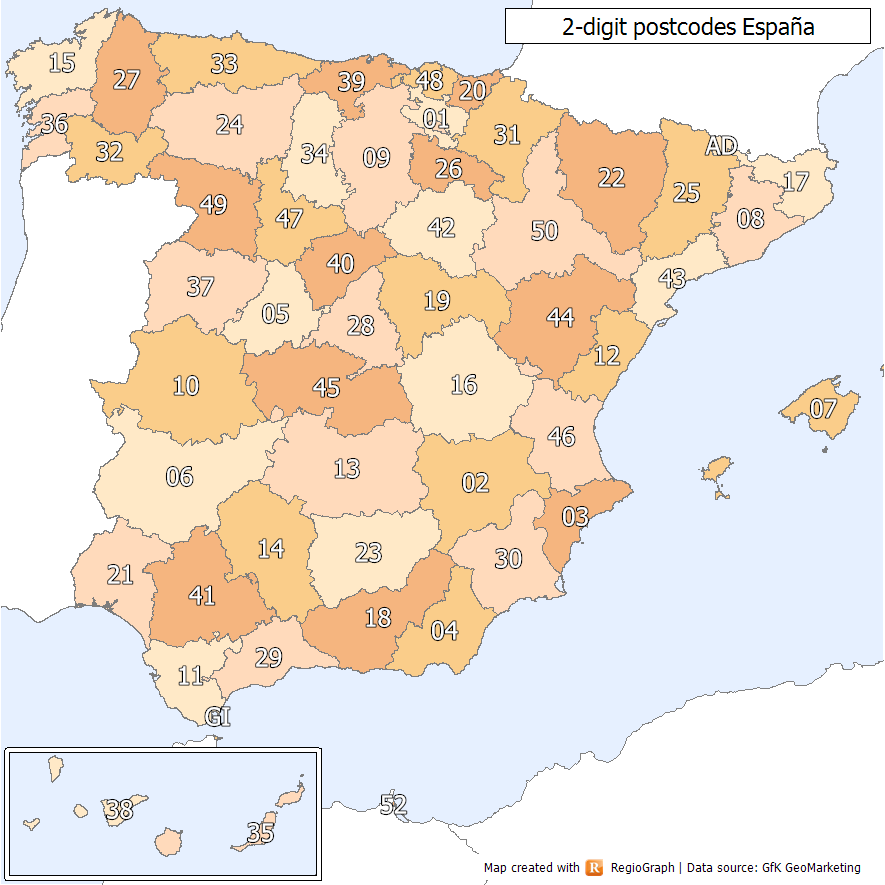
2-значний поштовий індекс території Іспанії (перші дві цифри поштового індексу)

## Двозначні префікси
Деякі коди зарезервовано для спеціального використання в столичній провінції:
- 070 для офіційного використання Correos.
- 071 для державних органів провінції.
- 080 для поштових скриньок і списків розсилки.

## Колишні поштові округи
Великі міста, такі як Мадрид і Барселона, були розділені на поштових округів (вільних по-іспанськи) схожий на окрузі системи в Парижі.
- Площа Іспанії, 18
- Мадрид 8[1]
- Травессера-де-Грас, 56, 4rt 1А.
- Барселона 6[2]

Ці колишні поштові округі отримали в п'яти-значні поштові індекси:
- Плаза де espagna, 18
- 28008 Мадрид

- Травессера-де-Грас, 56, 4, 1А.
- 08006 Барселона

## Повні коди

### 03000-03999— (Аліканте)
- 03000 до 03099 — Аліканте
- 03158 — Картале
- 03159 — Дайя Нуева
- 03160 — Альморади
- 03169 — Альгорфа
- 03170 — Рохалес
- 03177 — Сан-Фульхенсіо
- 03178 — Бенихофар
- 03179 — Форментера-дель-Сегура
- 03180 — Торревьеха
- 03187 — Лос-Монтесіносе
- 03189 — Оріуела-Коста
- 03190 — Pilar de la Horadada
- 03193 — Сан-Мігель-де-Салінас
- 03194 — Ла-Марина
- 03195 — Ель-Альтет
- 03200 до 03299 — Ельче
- 03300 — Оріуела
- 03310 — Jacarilla
- 03311 — Ла Апаресіда
- 03312 — Лос Desamprados
- 03313 — Hurchillo
- 03314 — Сан-Бартоломе
- 03315 — Лос Перес
- 03316 — Benferri
- 03317 — Лос-Монтерос
- 03318 — Лос Vicentes
- 03320 — Торрельяно
- 03330 — Кревильенте
- 03340 — Альбатера
- 03350 — Сан-Ісідро
- 03360 — Кальоса-де-Сегура
- 03400 — Вільєна
- 03460 — Beneixama
- 03500 — Кальпе
- 03600 — Ельда
- 03610 — Петрер
- 03690 — Сан-Вісенте-дель-Распеч
- 03700 — ження
- 03710 — Кальпе
- 03801 — Алькой
- 03530 — Ла-Нусиа
- 03759 — Бенидолеч
- 03730 — Хавеа
- 03792 — Парсент

### 08000-08999— (Барселона)
- 08001 — Барселона — Ель-Раваль
- 08002 — Барселона — Готичний Квартал
- 08003 — Барселона — Сант-пере, Санта-Сусанна-ла-Рібера
- 08004 — Барселона — Барселонета
- 08005 — Барселона — Побленоу
- 08006 — Барселона — Грасія
- 08110 — Монткада
- 08120 — Ла
- 08170 — Montornès-дель-Вальес
- 08242 — Манреса — Ель-готелю
- 08243 — Манреса
- 08301, 08302, 08303, 08304 Mataro
- 08320 — Ель-Масноу
- 08329 — містечку тейа
- 08370 — Калелья
- 08380 — Мальграт-де-Мар
- 08397 — Пінеда-де-Мар
- 08398 — Санта-Сусанна, Каталонія
- 08401 — Гранольєрс
- 08620 — Сан-Вісенс дельс Horts
- 08630 — Абрера
- 08640 — Олеса-де-Монтсеррат
- 08690 — Санта-Колома-де-Сервельо
- 08740 — Сант Андреу де ла барка
- 08758 — Сервельо
- 08800 — Віланова-і-Ла-Желтру
- 08810 — Сант-пере-де-Рібес
- 08820 — Ель-Прат-де-Льобрегат
- 08830 — Сант-бой-де-Льобрегат
- 08840 — Віладеканс
- 08850 — Хава
- 08859 — Бегес
- 08860 — Кастельдефельс
- 08870 — sitges в
- 08940 — Корнелла де Ллобрегат
- 08950 — Есплугес-де-Льобрегат
- 08960 — Сан-Жуст-Десверн
- 08970 — Сан-Жоан-Деспи
- 08980 — Феліу-де-Льобрегат

### 13000-13999 (Сьюдад-Реал)
- 13300 — Вальдепеньяс
- 13500 — Пуертоллано
- 13600 — Алькасар-де-Сан-Хуан
- 13200 — Мансанарес
- 13260 — Боланьос-де-Калатрава
- 13270 — Альмагро

### 17000-17999 (Жирона)
- 17160 — Англеса
- 17210 — Калелья-де-Пальяфруґель
- 17211 — Льяфранк
- 17212 — Тамаріу
- 17220 — Феліу-де-Гишольс
- 17230 — Паламос
- 17246 — Санта-Крістіна-де-Аро
- 17248 — Пладжа-де-Аро
- 17249 — Пладжа-де-Аро
- 17250 — Кастель-Пладжа-де-Аро
- 17251 — Сант-Антоні-де-Калонже
- 17252 — Сант-Антоні-де-Калонже
- 17255 — Бегур
- 17256 — Палс
- 17257 — Торроелья-де-Монгри
- 17258 — Наповнююча Естартіт
- 17300 — Бланес
- 17310 — Льорет-де-Мар
- 17320 — Тосса-де-Мар

### 18000-18999 (Гранада)
- 18140 — Ла-Субиа
- 18230 — Атарфе
- 18300 — лоха
- 18314 — Фуенте Камачо
- 18412 — Бубіон
- 18420 — Lanjaron
- 18697 — Ла-Еррадуре
- 18690 — Almunecar
- 18740 — місті gualchosж

### 21000-21999 (Huelva)
- 21400 — Айямонте
- 21700 — Ла-Пальма-дель-Кондадо
- 21710 — больульос-пар-дель-Кондадо

### 25000-25999— (Леріда)
- 25220 — Bell-Льоке-де-Уржель
- 25250 — Bellpuig
- 25280 — Сольсона
- 25560 — Sort
- 25566 — Soriguera, Vilamur, Льягунес
- 25567 — Llessui, Алтрон
- 25568 — Enviny, Olp, Pujalt
- 25569 — Malmercat, Tornafort
- 25570 — Рибера-де-Кардос
- 25571 — Айнет-де-Кардос, Естеррі-де-Кардос
- 25572 — Estaon
- 25573 — Айнет-де-Бесан, Araós
- 25574 — Алинс, Тор, Пальярс
- 25575 — Àreu
- 25576 — Lladorre
- 25577 — Таваскан
- 25580 — Астеррі-анеу
- 25586 — Alòs д Isil, Lleida
- 25587 — Валенсія-анеу, Сорпе
- 25588 — Escalarre, Unarre
- 25589 — Son
- 25590 — Джері-де-ла-Саль
- 25591 — Peramea
- 25592 — Баен
- 25593 — Баро, Аркаліс
- 25594 — Ріальп, Сурп, Caregue, Roní, Montenartró
- 25595 — Льяворси, Farrera, Tírvia
- 25596 — Ес-Кало, Escart
- 25597 — Еспот, La Guingueta-анеу, Жоу
- 25620 — Тремп

### 28000-28999— (Мадрид)
- 28000 через 28052- Мадрид
- 28100, 28109 — Алькобендас
- 28120, 28700, 28701, 28707 через 28709 — Сан-Себастьян-де-Лос-Рейєс
- 28120, 28707, 28770, 28780 — Кольменар-Велья
- 28220 — Махадаонда
- 28223, 28224 — Посуело-де-Аларкон
- 28230, 28232, 28290 — Лас-Росас-де-Мадрід
- 28300 — Аранхуес
- 28320 — Пінто
- 28340 — Вальдеморо
- 28400, 28409 — Кольядо Вильяльба
- 28410 — Мансанарес-Ель-реаль
- 28500, 28529 — Арганда-дель-Рей
- 28520 через 28523, 28529 — Рівас-Васиамадрид
- 28600, 28608 — Навалькарнеро
- 28660, 28668, 28669 — Боадилья-дель-Монте
- 28670, 28679 — Вильявисиоса-де-Одон
- 28690 через 28692 — Вільянуева де ла Каньяда
- 28760, 28761, 28790 — Трес Кантос
- 28800 через 28809 — Алькала-де-Енарес
- 28820 — Кослада
- 28830, 28831, 28850 — Сан-Фернандо-де-Енарес
- 28850 — Торрехон-де-ардос
- 28860 — Паракуельос-де-Харама
- 28900 через 28909 — Хетафе
- 28910 через 28919 — Леганес
- 28920 через 28929 — Алькоркон
- 28930 через 28939 — Мостолес
- 28940 через 28949 — Фуенлабрада
- 28940, 28970 — Уманес-де-Мадрид
- 28980, 28981 — Парла

### 29000-29999— (Малага)
- 29011 — Málaga
- 29100 — Coín
- 29120 — Alhaurín el Grande
- 29130 — Alhaurín de la Torre
- 29170 — Colmenar
- 29180 — Riogordo
- 29194 — Alfarnate
- 29194 — Alfarnatejo
- 29195 — Comares
- 29197 — Totalán
- 29400 — Ronda
- 29480 — Gaucín
- 29490 — Gaucín Estación
- 29600 — Elviria
- 29600 — Marbella
- 29610 — Ojén
- 29620 — Torremolinos
- 29630 — Benalmádena Costa
- 29631 — Arroyo de la Miel
- 29639 — Benalmádena Pueblo
- 29641 — Fuengirola
- 29640 — Las Lagunas de Mijas
- 29649 — El Chaparral (Mijas Costa)
- 29649 — Mijas Costa
- 29650 — Mijas
- 29660 — Nueva Andalucia
- 29660 — Puerto Banús
- 29670 — San Pedro de Alcántara
- 29678 — Cerro Artola
- 29678 — Guadalmina (San Pedro)
- 29679 — Benahavís
- 29680 — Estepona
- 29688 — Atalaya Isdabe (Estepona)
- 29688 — Benamara, Urbanization (Estepona)
- 29688 — Benavista, El Pilar, El Paraíso, Urbanization (Estepona)
- 29688 — Cancelada (Estepona)
- 29689 — Cancelada Playa
- 29690 — Casares
- 29691 — Manilva
- 29692 — El Castillo (San Luis de Sabinillas)
- 29692 — Puerto de La Duquesa
- 29692 — San Luis de Sabinillas
- 29693 — Arroyo Vaquero, Urbanization (Estepona)
- 29693 — Bahia Dorada, Urbanization (Estepona)
- 29693 — Buenas Noches, Urbanization (Estepona)
- 29700 — Vélez-Málaga
- 29710 — Periana
- 29711 — Alcaucín
- 29712 — Viñuela
- 29714 — Salares
- 29715 — Sedella
- 29716 — Canillas de Aceituno
- 29717 — Arenas
- 29718 — Almáchar
- 29718 — Benemargosa
- 29718 — Cútar
- 29718 — El Borge
- 29719 — Benamocarra
- 29719 — Iznate
- 29730 — Rincón de la Victoria
- 29740 — Torre del Mar
- 29750 — Algarrobo
- 29751 — Caleta de Velez
- 29752 — Sayalonga
- 29753 — Árchez
- 29754 — Cómpeta
- 29755 — Canillas de Albaida
- 29770 — Torrox
- 29780 — Nerja
- 29787 — Cueva de Nerja
- 29788 — Frigiliana
- 29791 — Macharaviaya

### 30000-30009— (Мурсія)
- 30001 до 30012 — Мурсія
- 30100 — Espinardo
- 30110 — Кабесо де Торрес
- 30120 — Ель Пальмар
- 30130 — Беньеля
- 30139 — Ель Raal
- 30140 — Сантомера
- 30148 — Ла Mantanza
- 30149 — Ель Siscar
- 30150 — Ла-Альберка
- 30151 — Санто Анхель
- 30152 — Aljucer
- 30153 — Корвера
- 30154 — Valladolises р Ло Хурадо
- 30155 — Баньос р Мендиго
- 30156 — Лос Мартінес-дель-Пуерто
- 30157 — Algezares
- 30158 — Лос Garres
- 30160 — Монтеагудо
- 30161 — де Льяно Брухас
- 30162 — Санта-Круз
- 30163 — Cobatillas, Ел Esparragal
- 30164 — Каньяда-де-Сан-Педро
- 30165 — Рінкон де Секу
- 30166 — Nonduermas
- 30167 — Ла Райя
- 30168 — Ера Алта
- 30169 — Сан-Хінес
- 30170 — Мула
- 30176 — Плієго
- 30177 — Касас Нуевас
- 30178 — Фуенте Librilla
- 30179 — Barqueros
- 30180 — Булли
- 30189 — Чапаррал
- 30190 — Альбудейте
- 30191 — Кампос-дель-Ріо
- 30192 — родео де Енмедио
- 30193 — Yéchar, Пуебла де мула, Баньйос де Мула
- 30194 — Ніньйо де Мула
- 30195 — Archivel, Noguericas
- 30196 — Bajil
- 30200 через 30205 — Картагена
- 30400 — Каравака-де-ла-Крус
- 30510 — Єкла
- 30520 — Хумілья
- 30550, 30559 — Абаран
- 30800, 30813, 30815 — Лорка
- 30840, 30848, 30849 — Alhama de Murcia

### 35000-35999 (Лас-Пальмас)
- 35011 — Сьюдад-Альта, Лас-Пальмас-де-Гран-Канарія
- 35017, 35018 — Лас-Пальмас
- 35100 — Плая-дель-Інглес
- 35220 — Місті Jinamar — Тельде
- 35240 — Каррісаль
- 35290 — Маспаломас
- 35470 — Ла-Альдеа-де-Сан-Ніколас
- 35500 — Арресіфе
- 35508 — Коста-Тегісе
- 35510 — Пуерто-дель-Кармен
- 35520 — Аріє
- 35521 до 35529 — не використовується
- 35530 — Тегісе
- 35531 до 35549 — не використовується
- 35550 — Сан-Бартоломе
- 35551-35559 — не використовується
- 35560 — Тінахо
- 35561 до 35569 — не використовується
- 35570 — Яйса
- 35571 — не використовується
- 35572 — Тіас
- 35573 через 35799 — не використовується
- 35600 — Пуерто-дель-Росаріо
- 35628 — Орача і Туїнехе
- 35629 — не використовується
- 35630 — Антигуа
- 35631 через 35636 — не використовується
- 35637 — Бетанкур
- 35638 і 35639 — не використовується
- 35640 — Ла-Оліва
- 35641 через 35699 — не використовується

### 37000-37999—Саламанка
- 37789 — Буенавіста

### 38000-38999—Санта-Крус-де-Тенерифе
- 38000 — Санта-Крус-де-Тенерифе

### 41000-41999—Севілья
- 41092 — Ісла-де-ла-Картуха
- 41500 — Алькала-де-Гвадайра
- 41927 — Майрена-дель-Альхарафе

### 46000—Валенсія
- 46000-46025 Валенсія
- 46100 Бурхасот
  - 46120 Альборайя
  - 46134 Foios
  - 46182 Ла Canyada (муніципалітет Патерна)
  - 46530 Пусоль
- 46200 Пайпорта
- 46300 Утьель і Альдеа де Estenas
- 46400 Кульєра і Ель Каньо
  - 46410 Суека
  - 46420 Ель-Перельо
- 46500 Сагунто
- 46600 Альсира
- 46700 gandia в
  - 46710 Гандія
- 46800 Ксатива
- 46900 торрент
  - 46901 El Vedat-де-торент
  - 46920 Мислата
  - 46940 Манісес
  - 46980 paterna в

### 48000—Біскайя
- 48001-48015 — Bilbao
- 48003 — Bilbao, Arrigorriaga
- 48100 — Morga, Mungia
- 48110 — Gatika
- 48111 — Laukiz
- 48112 — Maruri-Jatabe
- 48113 — Gamiz-Fika
- 48114 — Arrieta
- 48115 — Morga
- 48116 — Fruiz
- 48120 — Meñaka
- 48130 — Bakio
- 48140 — Arantzazu, Igorre
- 48141 — Dima
- 48142 — Artea
- 48143 — Areatza
- 48144 — Zeanuri
- 48145 — Ubide
- 48150 — Sondika
- 48160 — Loiu, Derio
- 48170 — Zamudio
- 48180 — Loiu
- 48190-48191 — Sopuerta
- 48191 — Galdames
- 48192 — Gordexola
- 48195 — Larrabetzu
- 48196 — Lezama
- 48200 — Durango, Garay
- 48210 — Otxandio
- 48211 — Abadiño
- 48212 — Mañaria
- 48213 — Izurtza
- 48215 — Iurreta
- 48220 — Abadiño
- 48230 — Elorrio
- 48240 — Berriz
- 48240 — Abadiño
- 48250 — Zaldibar
- 48260 — Ermua
- 48269 — Mallabia
- 48270 — Markina-Xemein, Ziortza-Bolibar
- 48277 — Etxebarria
- 48280 — Mendexa, Lekeitio
- 48287 — Ea
- 48288 — Ispaster
- 48289 — Mendexa, Amoroto, Gizaburuaga
- 48291 — Atxondo
- 48300 — Gernika-Lumo, Ajangiz
- 48309 — Errigoiti
- 48310 — Elantxobe
- 48311 — Ibarrangelu
- 48312 — Nabarniz
- 48313 — Ereño
- 48314 — Gautegiz Arteaga
- 48315 — Kortezubi
- 48320 — Ajangiz
- 48330 — Lemoa
- 48340 — Amorebieta-Etxano
- 48350 — Busturia
- 48360 — Mundaka
- 48370 — Bermeo
- 48380 — Aulesti
- 48381 — Munitibar-Arbatzegi Gerrikaitz,
- 48382 — Mendata
- 48383 — Arratzu
- 48390 — Bedia
- 48392 — Muxika
- 48393 — Kortezubi, Forua
- 48394 — Murueta
- 48395 — Sukarrieta
- 48410 — Orozko
- 48450 — Etxebarri
- 48460 — Orduña
- 48480 — Zaratamo, Arrigorriaga
- 48490 — Ugao-Miraballes, Zeberio
- 48498 — Arrankudiaga, Arakaldo
- 48499 — Zeberio
- 48500, 48540 — Abanto y Ciérbana-Abanto Zierbena
- 48508 — Ciérbana-Zierbena
- 48510, 48520 — Valle de Trápaga-Trapagaran
- 48530 — Ortuella
- 48550 — Muskiz
- 48600 — Sopelana
- 48610 — Urduliz
- 48620 — Lemoiz, Plentzia
- 48630 — Gorliz
- 48640 — Berango
- 48650 — Barrika
- 48700 — Ondarroa
- 48710 — Berriatua
- 48800 — Balmaseda
- 48810 — Alonsotegi
- 48820, 48830, 48840 — Güeñes
  - 48830 — Sodupe
- 48850, 48860 — Zalla
- 48879 — Trucios-Turtzioz, Artzentales, Sopuerta
- 48880 — Trucios-Turtzioz
- 48890-48891 — Karrantza-Valle de Carranza
- 48895 — Lanestosa
- 48901-48903 — Barakaldo
- 48910 — Sestao
- 48920 — Portugalete
- 48930 — Getxo
- 48940 — Leioa
- 48950 — Erandio
- 48960 — Galdakao
- 48970 — Basauri
- 48980 — Santurtzi
- 48991-48993 — Getxo

### 51000—Сеута
- 51001-51005, 51070, 51071, 51081 — Сеута

### 52000—Мелілья
- 52000-52006, 52070, 52071, 52081 — Мелілья